# Клаус фон Трота
Клаус фон Трота (нім. Claus von Trotha; 25 березня 1914, Кельн — 31 жовтня 1943, Атлантичний океан) — німецький офіцер-підводник, капітан-лейтенант крігсмаріне. Кавалер Німецького хреста в золоті.

## Біографія
Представник давнього саксонського роду спадкових військовиків. 3 квітня 1936 року вступив на флот. З травня 1939 по лютий 1940 року — 3-й вахтовий офіцер на есмінці «Георг Тіле». З квітня 1940 року — командир торпедного катера Т-151. З травня 1940 року — офіцер групи Військово-морського училища Мюрвіка. З жовтня 1940 по квітень 1941 року пройшов курс підводника. З 26 квітня 1941 року — 1-й вахтовий офіцер на підводному човні U-81. В лютому-березня 1942 року пройшов курс командира човна. В березні-вересні 1942 року — командир U-554, з 21 жовтня 1942 року — U-306, на якому здійснив 5 походів (разом 161 день в морі). 31 жовтня 1943 року U-306 був потоплений в Північній Атлантиці північно-східніше Азорських островів (46°19′ пн. ш. 20°44′ зх. д.) глибинними бомбами британського есмінця «Вайтхолл» і корвета «Гераніум». Всі 51 члени екіпажу загинули.

## Звання
- Кандидат в офіцери (3 квітня 1936)
- Морський кадет (10 вересня 1936)
- Фенріх-цур-зее (1 травня 1937)
- Оберфенріх-цур-зее (1 липня 1938)
- Лейтенант-цур-зее (1 жовтня 1938)
- Оберлейтенант-цур-зее (1 жовтня 1940)
- Капітан-лейтенант (1 квітня 1943)

## Нагороди
- Залізний хрест 2-го і 1-го класу
- Нагрудний знак підводника
- Німецький хрест в золоті (5 січня 1944, посмертно)